# Seznam osobností Hradce Králové
Seznam osobností Hradce Králové je seznam osobností, které se v Hradci Králové narodily, studovaly, bydlely nebo zde prožily významnou část svého života.
- Eliška Rejčka (1286–1335), česká a polská královna, druhá manželka Václava II. i Rudolfa Habsburského
- Jan Šindel (1375–1456), lékař, astrolog
- Blažej Nožička z Votína (?–1570), erbovní měšťan na Starém Městě pražském, právník, autor náboženských polemických spisů proti nekatolíkům[1]
- Cyprián Karásek Lvovický (1514–1574), astronom, matematik a astrolog
- Martin Cejp z Peclinovce (1544–1599), městský konšel a dlouholetý primas Hradce Králové
- Ondřej Modestin (1558–1602), rektor jezuitské koleje v Praze, slavista
- Václav Plácel z Elbinku (1556–1604), humanista, písař, právník, básník a překladatel, povýšený do šlechtického stavu
- Bohuslav Balbín (1621–1688), literát, historik, zeměpisec a pedagog
- Jan Václav Pohl (1720–1790), nejvýznamnější český gramatik pozdního baroka a počínajícího obrození, profesor češtiny na tereziánské akademii ve Vídni
- František de Paula Švenda (1741–1822), kněz, jezuita, pedagog, historik, rodák z Hradce Králové
- Josef Liboslav Ziegler (1782–1846), kněz, buditel, spisovatel
- Jan Hostivít Pospíšil (1785–1868), obrozenecký knihtiskař a nakladatel
- Václav Hanka (1791–1861), spisovatel, jazykovědec a vysokoškolský pedagog
- Václav Kliment Klicpera (1792–1859), spisovatel a dramatik
- Josef Chmela (1793–1847), pedagog, spisovatel a národní buditel; v Hradci vydal velkou část svého díla
- František Škroup (1801–1862), hudebník, dirigent a skladatel
- Karel Rokytanský (1804–1878), lékař, patolog, filozof a politik, rodák z Hradce Králové
- František Cyril Kampelík (1805–1872), národní buditel, lékař, novinář a propagátor zakládání svépomocných záložen, později zvaných kampeličky
- Josef Jaroslav Langer (1806–1846), novinář a básník
- Josef Kajetán Tyl (1808–1856), dramatik a spisovatel
- Jan Bechyna (1810–1834), vrah, domnělý hudební skladatel
- Karel Jaromír Erben (1811–1870), spisovatel, básník
- Atanáš Kopecký (1812–1871), pedagog, hospodářský odborník, popularizátor hedvábnictví a iniciátor založení hospodářského spolku v Hradci Králové, zakladatel a první místopředseda České hedvábnické jednoty v Hradci Králové
- Václav Vladivoj Tomek (1818–1905), historik, archivář, politik, pedagog, rodák z Hradce Králové
- Karel Collino (1818–1892), purkmistr Hradce Králové
- Václav František Červený (1819–1896), výrobce hudebních nástrojů
- Kristian Stefan (1819–1892), pedagog, spisovatel a politik
- Adolf Russ (1820–1911), malíř a fotograf
- Jan Ludvík Klemens (1822–1866), malíř[2]
- Josef Scheiwl (1833–1912), malíř a ilustrátor
- Martin Pokorný (1836–1900), matematik, fyzik, pedagog a politik, rodák z Hradce Králové
- Gustav Vratislav Herrmann (1839–1873), spisovatel a překladatel, rodák z Hradce Králové
- Jan Duchoslav Panýrek (1839–1903), středoškolský profesor na hradeckém učitelském ústavu (1870–99), popularizátor fyziky a chemie, satirický básník
- Antonín Petrof (1839–1915), zakladatel firmy Petrof
- Emil Herrmann (1841–1892), právník a překladatel, narozený v Hradci Králové
- Bohumil Bauše (1845–1924), učitel, spisovatel, přírodovědec, rodák z Hradce Králové
- František Plesnivý (1845–1918), architekt
- Ladislav Jan Pospíšil (1848–1893), komunální politik, zasloužil se o zboření hradeb
- Ladislav Haněl (1850–1925), umělecký kovář a zámečník, pedagog, ředitel odborné školy pro umělecké zámečnictví a první ředitel městského průmyslového muzea v Hradci Králové
- Bohdan Jelínek (1851–1874), básník, studium v Hradci Králové
- Alois Jirásek (1851–1930), prozaik a dramatik, autor řady historických románů a představitel realismu
- Julius Russ (1852–1917), fotograf
- Václav Rejchl st. (1853–1928), zednický mistr, stavitel a architekt
- Viktor Weinhengst (1855–1903), architekt
- Vlasta Pittnerová (1858–1926), spisovatelka, studium v Hradci Králové
- František Ulrich (1859–1939), starosta Hradce Králové
- Ludvík Domečka (1861–1937), historik, archeolog, úředník, kustod, konzervátor, muzejník, ředitel muzea (dnes Muzeum východních Čech)
- Václav Řezníček (1861–1924), spisovatel, historik, knihovník, studium v Hradci Králové
- Adolf Mikeš (1864–1929), hudebník, klavírní pedagog
- Jan Kotěra (1871–1923), architekt, urbanista, teoretik architektury, návrhář nábytku a malíř
- Gustav Adolf Procházka (1872–1942), duchovní, biskup a patriarcha Církve československé husitské
- Anuše Kejřová (1874–1926), spidovatelka, učitelka, kuchařka
- Otakar Srdínko (1875–1930), lékař, politik, rodák ze Svoborných Dvorů (dnes součást Hradce Králové)
- Max Lederer (1875–1937), spisovatel, dramatik, studium v Hradci Králové
- Josef Václav Bohuslav Pilnáček (1877–1949), starosta Hradce Králové v letech 1929–1942
- Josef Gočár (1880–1945), architekt
- Oldřich Liska (1881–1959), architekt
- Josef Simon (1882–1966), středoškolský profesor, regionální historik, spisovatel, divadelní dramaturg a režisér
- František Smotlacha (1884–1956), popularizátor mykologie, judista a zakladatel českého vysokoškolského sportu
- Václav Rejchl ml. (1884–1964), architekt a urbanista
- Bohumil Waigant (1885–1930), architekt, malíř a sochař
- Václav Hrubý (1885–1933), historik
- Karel Loevenstein (1885–1938), průmyslník, ředitel Škodových závodů v Plzni, rodák z Hradce Králové
- Emil Hájek (1886–1974), pianista, hudební pedagog, rodák z Hradce Králové
- František Tichý (1886–1961), architekt, historik, spisovatel, publicista, ředitel muzea (dnes Muzeum východních Čech)
- Jaroslav Durych (1886–1962), prozaik, básník, dramatik, publicista, římskokatolický teolog a vojenský lékař
- Vladimír Fultner (1887–1918), architekt narozený v Hradci Králové a působící ve městě a okolí
- Jiří Červený (1887–1962), právník, kabaretiér, spisovatel, hudební skladatel
- Vladimír Buben (1888–1956), jazykovědec romanista, pedagog, rodák z Hradce Králové
- Emil Vachek (1889–1964), prozaik, dramatik a novinář, společně s Eduardem Fikerem zakladatel české detektivky, tvůrce prvního ryze českého detektiva Klubíčka.
- Rudolf Medek (1890–1940), spisovatel a generál čs. armády
- Karel Čapek (1890–1938), spisovatel, novinář, dramatik, filosof, překladatel a fotograf
- Jan Weiss (1892–1972), spisovatel, studium v Hradci Králové
- František Bartoš (1894–1949), architekt a pedagog
- Ladislav Vančura (1897–1960), lékař, odbojář, který přispěl k záchraně životů nejméně 300 lidí vězněných v Hradci Králové gestapem
- Vladimír Balthasar (1897–1978), přírodovědec, entomolog, vedoucí přírodovědeckého oddělení muzea (dnes Muzeum východních Čech)
- Jan Rejchl (1899–1985), architekt, malíř, grafik, učitel
- Vítězslav František Hlaváč (1899–1959), učitel, zoolog, badatel, sběratel a muzejník
- Karel Pilař (1899–1985), houslař
- Josef Škoda (1901–1949), sochař
- Václav Horyna (1906–1997), pedagog, sběratel regionálních pověstí
- Bohumil Vazač (1913–2003), ve 2. světové válce příslušník československé zahraniční armády, podplukovník cizinecké legie
- Václav Rohlíček (1914–1989), architekt
- Břetislav Petránek (1918–1981), architekt
- Benignus Štefan (1918–1943), vojenský pilot létající v Royal Air Force
- Josef Bek (1918–1995), herec
- Karel Otčenášek (1920–2011), královéhradecký biskup
- Pavel Fischl (1922–2008), psycholog, herec, rodák z Hradce Králové
- Jan Zídka (1923–2002), architekt
- Karel Bubeníček (1923–2007), architekt
- Karel Šimek (1923–1945), skaut, člen skautské odbojové skupiny "Válečná dvojka" a účastník protifašistického odboje
- Miloslav Kohoutek (* 1927), bankéř, poslanec, ekonom
- Jiřina Švorcová (1928–2011), divadelní a filmová herečka
- Vladimír Preclík (1929–2008), sochař, spisovatel, malíř, řezbář, vysokoškolský profesor a děkan
- Bronislav Danda (1930–2015), lední hokejista
- Karel Hála (1933–2008), zpěvák, rodák z Hradce Králové
- Karel Schmied starší (1934–2019), architekt
- Karel Lohniský (1935–2014), zoolog, ichtyolog, vysokoškolský pedagog, vedoucí přírodovědeckého oddělení Muzea východních Čech
- Zdeněk Zikán (1937–2013), fotbalista
- Vladimír Jiránek (1938–2012), karikaturista, ilustrátor, kreslíř a scenárista a režisér animovaných filmů
- Vladimír Renčín (1941–2017), český kreslíř, ilustrátor a karikaturista
- Jindřich Francek (* 1943), Hradec Králové archivář, historik
- Dominik Duka (* 1943), dominikán a 24. biskup královéhradecký
- Josef Krofta (1943–2015), divadelník, režisér loutkového divadla
- Alexander Pur (1947–2011), architekt
- Oldřich Jirsák (* 1947), vědec, vynálezce nanospideru
- Jan Šafránek (* 1948), malíř
- Pavel Dobeš (*1949), písničkář
- Miroslav Sládek (* 1950), politik
- Josef Tejkl (1952–2009), pedagog, divadelní režisér, herec a dramatik
- Otakar Divíšek (* 1953), politik a primátor statutárního města Hradce Králové
- Oldřich Vlasák (* 1955), poslanec Evropského parlamentu, výkonný prezident CEMR, předseda Svazu měst a obcí ČR, zastupitel města Hradec Králové
- Zdeněk Zahradník (* 1955), archivář, historik, památkář, knihovník, divadelník a někdejší dlouholetý ředitel Muzea východních Čech
- Štěpán Klásek (* 1957), duchovní a biskup královéhradecký Církve československé husitské
- Zuzana Navarová (1959–2004), zpěvačka, skladatelka a textařka
- Jaroslav Svěcený (* 1960), houslista, rodák z Hradce Králové
- Pavel Černý statší (*1962), fotbalista
- Ivan Vodochodský (* 1963), kuchař, herec, moderátor
- David Drábek (*1970), dramatik, režisér
- Pavel Pechanec (* 1971), duchovní a biskup královéhradecký Církve československé husitské
- Jiří Ševčík (* 1973), zpěvák a hudebník, rodák z Hradce Králové
- Jaroslav Plesl (* 1976), herec, rodák z Hradce Králové
- Jan Hrdina (* 1976), lední hokejista
- Jindřich Rajchl (* 1976), advokát, politik, aktivista
- Iva Marešová (* 1976), zpěvačka a herečka, rodačka z Hradce Králové
- Tomáš Zdechovský (* 1979), český manažer, publicista a politik
- Pavlína Štorková (*1980), herečka
- Silvie Dymáková (* 1982), režisérka, novinářka, kameramanka a scenáristka
- Vladimír Socha (* 1982), spisovatel a popularizátor vědy
- Ladislav Zikmund-Lender (* 1985), historik umění, popularizátor architektury a urbanismu, kurátor, učitel
- Pavel Petřikov mladší (*1986), judista
- Josef Král (* 1990), pilot Formule BMW
- Matyáš Novák (* 1998), klavírista